# O Velório de Cláudio ou a Representação Bufa de Personagens Históricas
O Velório de Cláudio ou A Representação Bufa de Personagens Históricas é o intermezzo a ouvir com a Agrippina de Handel composto por Nuno Côrte-Real. O texto foi escrito por José Luís Peixoto Apresenta em escassos oito, nove minutos uma variação jocosa sobre aquilo que subjaz à acção da ópera e das suas personagens: a morte do imperador Cláudio.